# تشرتشانی
تشرتشانی (به چکی: Čerčany) یک منطقهٔ مسکونی در جمهوری چک است که در ناحیه بنشوو واقع شده‌است. تشرتشانی ۲٬۶۱۷ نفر جمعیت دارد.